# Millesviks församling
Millesviks församling var en församling i Karlstads stift i Säffle kommun. Församlingen uppgick 2010 i Södra Värmlandsnäs församling.

## Administrativ historik
Församlingen har medeltida ursprung.
Församlingen var till 2002 moderförsamling i pastoratet Millesvik, Botilsäter, Eskilsäter och Ölserud. Från 2002 till 2010 ingick den i Säffle pastorat. Församlingen uppgick 2010 i Södra Värmlandsnäs församling.

## Kyrkor
- Millesviks kyrka